# Jaera tapaja
Jaera tapaja é uma espécie de borboleta descrita por Saunders em 1858. Jaera tapaja faz parte do gênero Jaera e família lycaenidae.